# 1965 en droit
Cet article présente les faits marquants de l'année 1965 en droit.

## Événements

### Juillet
- 5 juillet[1] : constitution provisoire de la Tanzanie qui consacre le système du parti unique (TANU).

### Août
- 21 août : nouvelle Constitution en Roumanie, qui devient désormais la République socialiste de Roumanie.